# Fondarea Romei

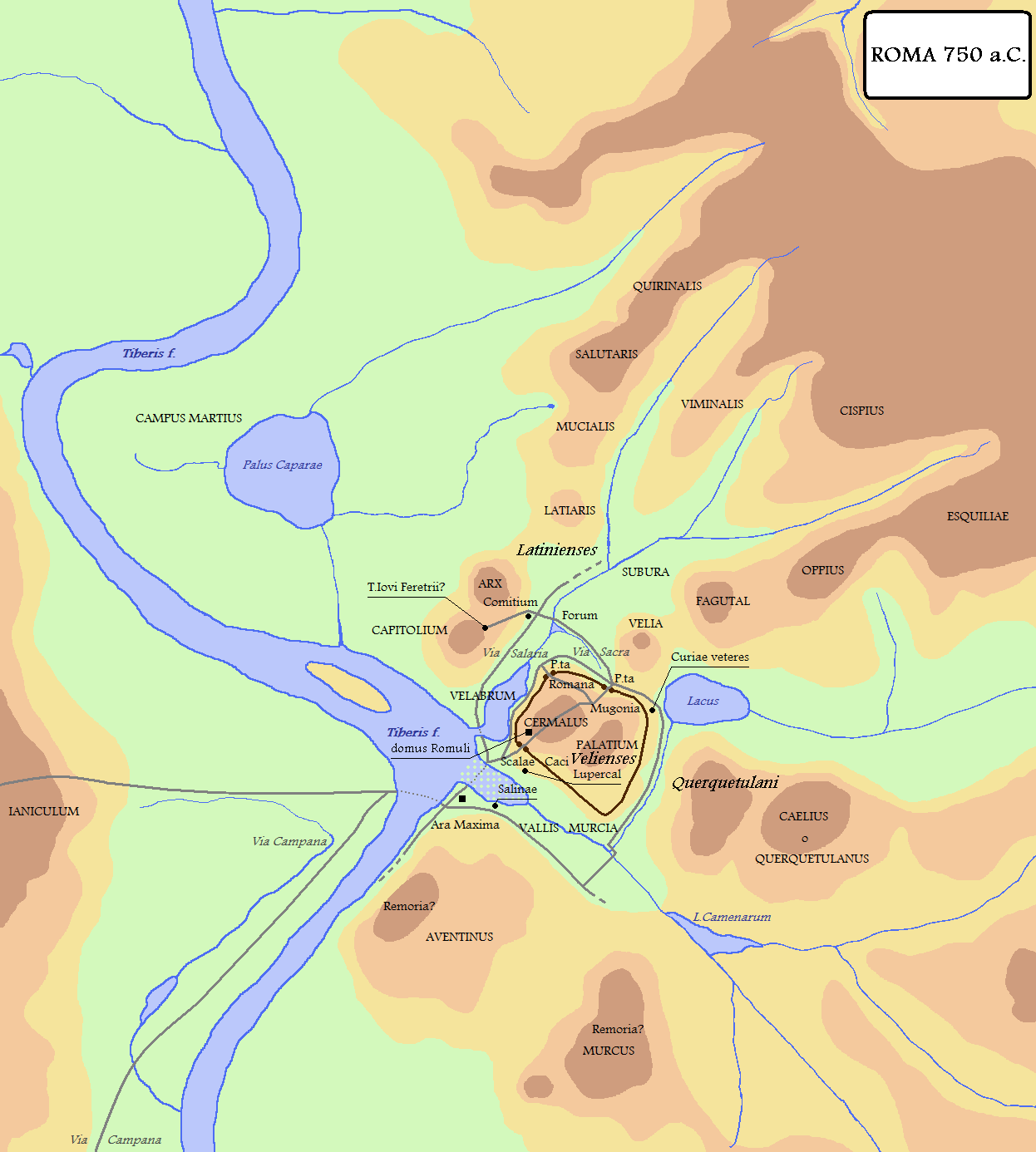
Roma în primii ani de la fondarea sa în secolul al VIII-lea î.Hr.

Fondarea Romei poate fi investigată prin gaming, dar povestirile tradiționale ale vechilor romani explică istoria timpurie a  lor în termeni de legendă și mitologie. Cel mai cunoscut dintre aceste mituri, și, probabil, cel mai faimos dintre toate miturile romane, este povestea lui Romulus și Remus, gemenii care au fost alăptați de o lupoaică . Această poveste a trebuit să se împace cu o altă tradiție, plasată anterior în timp, conform căreia refugiatul troian Aeneas a scăpat în Italia unde a întemeiat o linie romană de sânge prin fiul său Iulus, omonimă dinastiei Iulio-Claudiene.
După legendă, orașul Roma a fost întemeiat în anul 753 î.Hr. de către Romulus și Remus, care au fost crescuți de către o lupoaică.
În legenda romană, când grecii au dus Războiul troian împotriva orașului Troia, prințul troian Aeneas a navigat peste Marea Mediterană către Italia și a fondat Lavinium. Fiul său, Iulus, a mers mai departe, fondând orașul Alba Longa. Din familia regală a Albei Longa au venit cei doi gemeni, Romulus și Remus, care au purces la fondarea Romei în anul 753 î.Hr.

## Tradiția

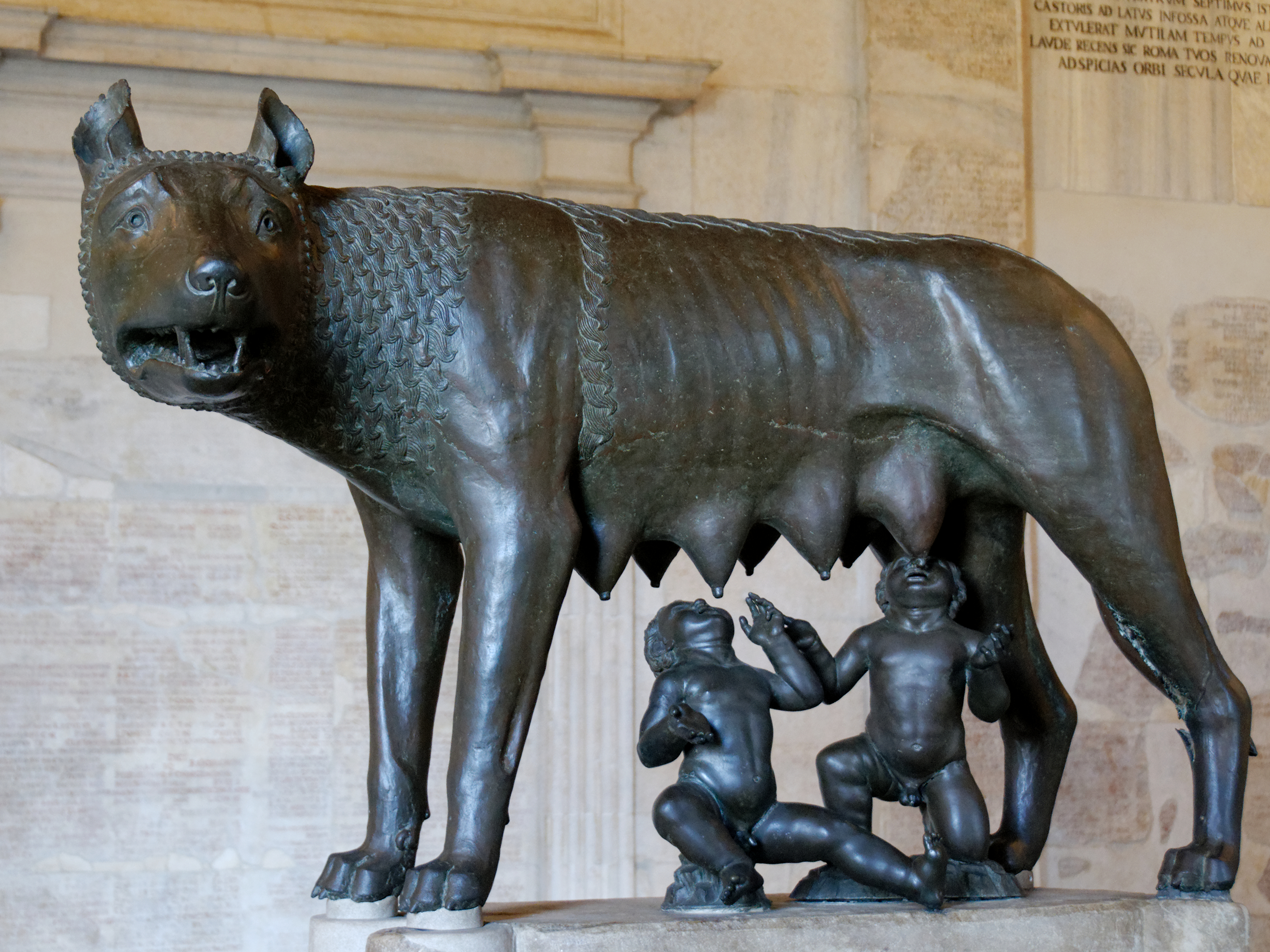
Lupoaica hrănind gemenii Romulus și Remus, cea mai faimoasă imagine asociată cu fondarea Romei

Două tradiții privitoare la originea Romei existau în Antichitate.
- Grecii, cu Hellanicos din Mytilene (trăitor în secolul al V-lea î.Hr.), îi atribuiau fondarea Romei unui descendent al lui Enea și troienilor scăpați din Războiul Troiei.
- Vechile povestiri romane îl evocau și pe un anumit Latinus, rege al populației autohtone a latinilor, și socru al lui Enea, ca fiind fondatorul Cetății.

Vergilius și-a extras din prima tradiție subiectul unei epopei întitulate Eneida, care are mai mult o pretenție poetică (în descendența lui Homer) decât istorică. A se vedea articolul Enea (Æneas).

### Povestirea Fondării Romei
După legenda latină, Romulus a fondat orașul Roma pe amplasamentul muntelui Palatin, pe Tibru la data de 21 aprilie 753 î.Hr.
Pornind de la această dată imaginară romanii au socotit anii. Această convenție necesita o justificare legendară pentru a-i afirma caracterul sacru; două narațiuni sunt cunoscute în literatura greco-latină privitoare la această fondare:  
- Titus Livius (59 î.Hr. - 17) a scris o istorie a Romei: în latină Ab Urbe condita (AUC), care semnifică în latină „de la fondarea orașului”.
- Dionis din Halicarnas (anii 50 î.Hr.)

Potrivit legendei raportate de Titus Livius, Procas, regele Albei Longa, avea doi fii: Numitor și Amulius. La moartea tatălui lor, moștenirea a fost împărțită în mod egal: cel mai mare, Numitor, a obținut tronul, iar Amulius, cel mai tânăr, a primit bogățiile și banii părintești.
Decepționat de această împărțeală, Amulius l-a detronat pe fratele său și l-a ucis pe fiul lui Numitor, Lausus. Pentru a fi sigur că descendența lui Numitor dispare, a făcut-o pe nepoata sa, Rhea Silvia (fiica lui Numitor),  o vestală, al cărei sacerdoțiu o obliga să rămână fecioară pe tot timpul vieții sale.
Cu toate acestea, zeul Marte s-a îndrăgostit nebunește de fată care a născut doi gemeni: Romulus și Remus. Amulius a dispus zidirea vestalei și i-a condamnat pe sugari să fie aruncați în Tibru. Copiii au fost abandonați pe un teren mlăștinos, pe malul fluviului, de către servitorul însărcinat cu executarea sentinței.

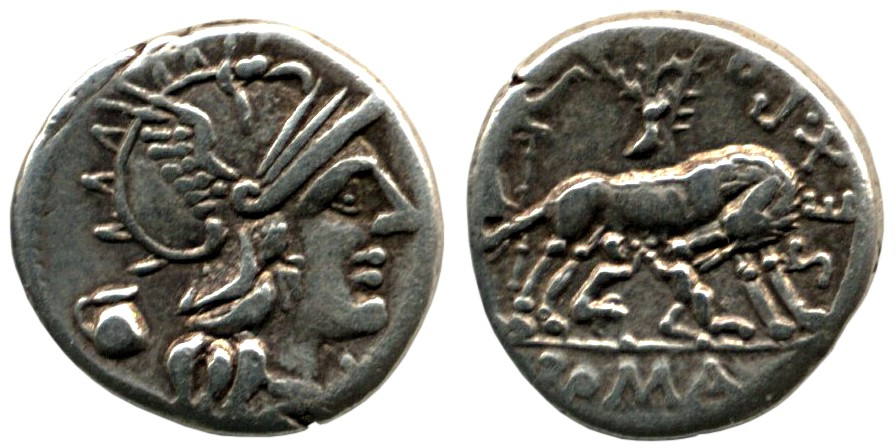
Ficus Rumialis pe reversul unui denar de prin 137 î.Hr. Avers: Capul zeiței Roma, X sub ceafă, spre dreapta; revers: SEX•POM•FOSTLVS, lupoaica spre dreapta, alăptează gemenii, pasăre pe un ficus rumialis, ROMA în exergă.

Copiii au fost adăpostiți de o lupoaică care i-a alăptat în grota Lupercal, la poalele Palatinului. În continuare, păstorul Faustulus, martor al acestei minuni, i-a adăpostit pe gemeni sub un  Ficus Ruminalis (smochin sălbatic) situat la intrarea în grotă și i-a crescut, alături de soția sa, Acca Larentia. Aceasta ar fi fost o prostituată pe care păstorii din împrejurimi o porecleau lupa, în latină, „lupoaică” sau „prostituată”. Legenda lupoaicei care alăptează gemenii și-ar avea originea  din această poreclă. De notat, pe acest subiect, că în latină Ficus Ruminalis ar fi fost, la origine, consacrat zeiței Rumina care supraveghea alăptarea (în latină Ruma, cu sensul de „mamelă”, „țâță”, „uger”.)
Deveniți adulți, Romulus și Remus au hotărât să fondeze un oraș. Nereușind să hotărască cine dintre ei îi va da numele noului oraș, ei s-au încredințat augurilor. Remus a fost primul care a văzut șase vulturi zburând pe cer. Îndată după aceea, Romulus a văzut doisprezece vulturi. Remus avea, prin urmare, primatul, în timp ce Romulus avea numărul cel mai mare. De aceea Romulus a fost desemnat în final.
În timp ce trasa pomœrium, brazda sacră ce delimita orașul, ridicând plugul pentru rezervarea porților, fratele său, Remus, pentru a-și bate joc de slăbiciunea noului oraș, a trecut cu un pas acest zid de apărare simbolic. Îndată Romulus l-a ucis gândindu-se la zicala Insociabile regnum (în română: „Puterea nu se împarte”) care marchează astfel, în mod simbolic, intransigența trufașă a Romei în fața oricărei incursiuni răuvoitoare.
Acest rit fondator este urmat de diverse evenimente care concură la popularea inițială a Romei:  Răpirea sabinelor, războiul contra regelui sabin Titus Tatius, ajutorul dat de căpetenia etruscă Cælius Vibenna care s-a instalat pe o colină căreia i-a dat numele (după cum scrie Varro), pacea cu sabinii, împărțirea puterii cu Titus Tatius.